# Cataphoriniopsis galbae
Cataphoriniopsis galbae là một loài ruồi trong họ Tachinidae.